# Красная Ольховка
Красная Ольховка — заброшенный поселок в Шиловском районе Рязанской области в составе Тимошкинского сельского поселения.

## Географическое положение
Поселок Красная Ольховка расположен на Окско-Донской равнине на правом берегу ручья Харинский вблизи его устья в 10 км к юго-востоку от пгт Шилово. Расстояние от поселка до районного центра Шилово по автодороге — 20 км.
К северу от поселка расположены урочища Плотина и Голодное, и озера Боровецкое и Жидякинское, к западу – озеро Токс и река Пара, к югу — урочище Филатово, к востоку — урочище Новь и карьер. Поселок расположен в окружении небольших лесных массивов. Ближайшие населенные пункты — поселок Харинский Ручеек, деревня Авдотьинка и село Тимошкино.

## Население
В настоящее время поселок Красная Ольховка представляет собой опустевший населённый пункт, урочище.

## Происхождение названия
Название поселка состоит из двух слов. Согласно словарю В. Даля: ольховник, олешник, ольшанник — встречающееся на Рязанщине название ольхового леса, рощи; красный означает красивый, прекрасный; превосходный, лучший.

## История
В советское время в поселке Красная Ольховка базировалось отделение колхоза «Пламя» (село Тимошкино).

## Транспорт
Поселок Красная Ольховка расположен в 2 км севернее автомобильной дороги федерального значения М-5 «Урал»: Москва — Рязань — Пенза — Самара — Уфа — Челябинск.